# Rasmus Sandin
Carl Erik Rasmus Sandin (* 7. března 2000) je profesionální švédský hokejový obránce momentálně hrající v týmu Washington Capitals v severoamerické lize NHL. V roce 2018 ho Toronto draftovalo v 1. kole jako 29. celkově. Jeho starší bratr Linus je rovněž hokejistou.

## Klubové statistiky
| Sezona      | Klub                        | Soutěž      | Základní část | Základní část | Základní část | Základní část | Základní část | Play off | Play off | Play off | Play off | Play off |
| Sezona      | Klub                        | Soutěž      | Z             | G             | A             | B             | TM            | Z        | G        | A        | B        | TM       |
| ----------- | --------------------------- | ----------- | ------------- | ------------- | ------------- | ------------- | ------------- | -------- | -------- | -------- | -------- | -------- |
| 2017/18     | Rögle BK                    | SHL         | 5             | 0             | 1             | 1             | 2             | —        | —        | —        | —        | —        |
| 2017/18     | Sault Ste. Marie Greyhounds | OHL         | 51            | 12            | 33            | 45            | 24            | 24       | 1        | 12       | 13       | 8        |
| 2018/19     | Toronto Marlies             | AHL         | 44            | 6             | 22            | 28            | 16            | 13       | 0        | 10       | 10       | 6        |
| 2019/20     | Toronto Maple Leafs         | NHL         | 28            | 1             | 7             | 8             | 10            | —        | —        | —        | —        | —        |
| 2019/20     | Toronto Marlies             | AHL         | 21            | 2             | 13            | 15            | 17            | —        | —        | —        | —        | —        |
| 2020/21     | Toronto Maple Leafs         | NHL         | 9             | 0             | 4             | 4             | 0             | 5        | 1        | 0        | 1        | 0        |
| 2020/21     | Toronto Marlies             | AHL         | 1             | 0             | 0             | 0             | 0             | —        | —        | —        | —        | —        |
| 2021/22     | Toronto Maple Leafs         | NHL         | 51            | 5             | 11            | 16            | 4             | —        | —        | —        | —        | —        |
| 2022/23     | Toronto Maple Leafs         | NHL         | 52            | 4             | 16            | 20            | 23            | —        | —        | —        | —        | —        |
| 2022/23     | Washington Capitals         | NHL         | 19            | 3             | 12            | 15            | 16            | —        | —        | —        | —        | —        |
| 2023/24     | Washington Capitals         | NHL         | 68            | 3             | 20            | 23            | 24            | 1        | 0        | 0        | 0        | 2        |
| NHL celkově | NHL celkově                 | NHL celkově | 227           | 16            | 70            | 86            | 77            | 6        | 1        | 0        | 1        | 2        |